# منتخب فرنسا تحت 18 سنة لهوكي الجليد للرجال
منتخب فرنسا تحت 18 سنة لهوكي الجليد للرجال هو ممثل فرنسا الرسمي في المنافسات الدولية في هوكي الجليد تحت 18 سنة.

## طالع أيضًا
- منتخب فرنسا تحت 18 سنة لهوكي الجليد للسيدات